# Library of Congress-Classificatie
De Library of congres classification afgekort als Lcc is een classificatie die sinds 1901 wordt ontwikkeld voor de collectie van de Library of Congress in Washington en geschikt is voor wetenschappelijke bibliotheken. De Lcc telt 21 hoofdklassen  met een of twee letters en een getal van maximaal vier cijfers. Hierna kan een onderverdeling. Omdat de Library of Congress de titelbeschrijvingen een notatie geeft en de code in de boeken laat drukken, wordt de Lcc in andere bibliotheken gebruikt.
| Letter | Klasse                                                |
| ------ | ----------------------------------------------------- |
| A      | Algemene werken                                       |
| B      | Filosofie. Psychologie. Godsdienst                    |
| C      | Hulpwetenschappen van de geschiedenis                 |
| D      | Geschiedenis en topografie buiten Amerika             |
| E      | Geschiedenis van Amerika                              |
| F      | Geschiedenis deelgebieden Vs en Amerika buiten de Vs. |
| G      | Aardrijkskunde. Antropologie                          |
| H      | Sociale wetenschappen                                 |
| J      | Politieke wetenschappen                               |
| K      | Recht                                                 |
| L      | Opvoeding en onderwijs                                |
| M      | Muziek                                                |
| N      | Kunst                                                 |
| P      | Taal en literatuur                                    |
| Q      | Natuurwetenschappen                                   |
| R      | Geneeskunde                                           |
| S      | Landbouw                                              |
| T      | Techniek                                              |
| U      | Militaire wetenschappen                               |
| V      | Maritieme wetenschappen                               |
| Z      | Bibliotheekwetenschappen en bibliografie              |